# دنیز آکایا
دنیز آکایا (ترکی استانبولی: Deniz Akkaya؛ زادهٔ ۳ اوت ۱۹۷۷) مدل، هنرپیشه، و مجری اهل ترکیه است. او در سال ۱۹۹۷ برنده عنوان «بهترین مدل ترکیه» شد. او در اوایل سال ۲۰۰۰ به عنوان یکی از مدل‌های برتر در تاریخ مد ترکیه و یکی از زیباترین زنان قرن در ترکیه شناخته شد. او فعالیت حرفه‌ای خود را در عرصه مدلینگ در سال ۱۹۹۶ و مجری‌گری را در سال ۲۰۰۶ آغاز کرد. از فیلم‌هایی که او در آن‌ها نقش‌آفرینی کرده‌است می‌توان به ویزیون تله اشاره کرد.